# Johan Nyborg
Johan Nyborg (eller Jens Nyborg) (død 23. januar 1344) var biskop i Roskilde Domkirke.
Johan Nyborg var prædikebroder og blev af paven udnævnt til pønitentiar, en slags embedmandsstilling, og som sådan opholdt han sig i Avignon, da Roskilde Bispesæde blev ledig ved Johan Hinds død i 1330, og 15. juni indstillede pave Johannes 22. Johan Nyborg til stiftet. Det var vanskelige tider da Johan Nyborg tiltrådte styrelsen af Roskilde Stift, og paven overdrog ham, sammen med ærkebispen at formå Grev Gerhard af Holsten til at sone et kirkeran han havde begået. Med glæde
hilste Johan Nyborg derfor Valdemar Atterdags indsættelse på tronen, og han støttede ham i hans virksomhed ved i 1341 at overlade ham Københavns Slot og by samt Amager i to år. til gengæld skulle bispen have Søborg Slot og 5 herreder i Nordsjælland. Måske er dette dog ikke sket helt med bispens gode vilje, i alt fald beholdt Kongen København i hele sin regeringstid, men Johan Nyborg døde allerede 23. januar 1344.